# Rivulus
Rivulus là một chi của loài cá nước ngọt thuộc họ Rivulidae của bộ Cyprinodontiformes. Hơn một trăm laoif thuộc Rivulus đã được miêu tả cho đến nay.

## Các loài
| - Rivulus agilae Hoedeman, 1954 - Rivulus altivelis Huber, 1992 - Rivulus amanan Costa & Lazzarotto, 2008 - Rivulus amanapira Costa, 2004 - Rivulus amphoreus Huber, 1979 - Rivulus apiamici Costa, 1989 - Rivulus atratus Garman, 1895 - Rivulus auratus Schreitmüller, 1928 - Rivulus bahianus Huber, 1990 - Rivulus beniensis Myers, 1927 - Rivulus birkhahni Berkenkamp & Etzel, 1992 - Rivulus boehlkei Huber & Fels, 1985 - Rivulus bororo Costa, 2007 - Rivulus breviceps Eigenmann, 1909 - Rivulus brunneus Meek & Hildebrand, 1913 - Rivulus caurae Radda, 2004 - Rivulus christinae Huber, 1992 - Rivulus chucunaque Breder, 1925 - Rivulus cladophorus Huber, 1991 - Rivulus compressus Henn, 1916 - Rivulus corpulentus Thomerson & Taphorn, 1993 - Rivulus cryptocallus Seegers, 1980 - Rivulus cyanopterus Costa, 2005 - Rivulus cylindraceus Poey, 1860 - Green rivulus - Rivulus dapazi Costa, 2005 - Rivulus decoratus Costa, 1989 - Rivulus deltaphilus Seegers, 1983 - Rivulus depressus Costa, 1991 - Rivulus derhami Fels & Huber, 1985 - Rivulus dibaphus Myers, 1927 - Rivulus egens Costa, 2005 - Rivulus elegans Steindachner, 1880 - Rivulus elongatus Fels & de Rham, 1981 - Rivulus erberi Berkenkamp, 1989 - Rivulus faucireticulatus Costa, 2007 - Rivulus formosensis Costa, 2008 - Rivulus frenatus Eigenmann, 1912 - Rivulus frommi Berkenkamp & Etzel, 1993 - Rivulus fuscolineatus Bussing, 1980 - Rivulus garciai de la Cruz & Dubitsky, 1976 - Rivulus geayi Vaillant, 1899 - Rivulus giarettai Costa, 2008 - Rivulus glaucus Bussing, 1980 - Rivulus gransabanae Lasso, Taphorn & Thomerson, 1992 | - Rivulus haraldsiolii Berkenkamp, 1984 - Rivulus hartii (Boulenger, 1890) - Hart's rivulus - Rivulus hildebrandi Myers, 1927 - Rivulus holmiae Eigenmann, 1909 - Rivulus igneus Huber, 1991 - Rivulus illuminatus Costa, 2007 - Rivulus immaculatus Thomerson, Nico & Taphorn, 1991 - Rivulus insulaepinorum de la Cruz & Dubitsky, 1976 - Isle of Pines rivulus - Rivulus intermittens Fels & de Rham, 1981 - Rivulus iridescens Fels & de Rham, 1981 - Rivulus isthmensis Garman, 1895 - Rivulus jalapensis Costa, 2010 - Rivulus janeiroensis Costa, 1991 - Rivulus jucundus Huber, 1992 - Rivulus jurubatibensis Costa, 2008 - Rivulus kayabi Costa, 2007 - Rivulus kayapo Costa, 2006 - Rivulus kirovskyi Costa, 2004 - Rivulus kuelpmanni Berkenkamp & Etzel, 1993 - Rivulus lanceolatus Eigenmann, 1909 - Rivulus lazzarotoi Wilson, 2007 - Rivulus leucurus Fowler, 1944 - Rivulus limoncochae Hoedeman, 1962 - Rivulus litteratus Costa, 2005 - Rivulus luelingi Seegers, 1984 - Rivulus lungi Berkenkamp, 1984 - Rivulus lyricauda Thomerson, Berkenkamp & Taphorn, 1991 - Rivulus magdalenae Eigenmann & Henn, 1916 - Magdalena rivulus - Rivulus mahdiaensis Suijker & Collier, 2006 - Rivulus marmoratus Poey, 1880 - Mangrove rivulus - Rivulus mazaruni Myers, 1924 - Rivulus micropus (Steindachner, 1863) - Rivulus modestus Costa, 1991 - Rivulus monikae Berkenkamp & Etzel, 1995 - Rivulus monticola Staeck & Schindler, 1997 - Rivulus montium Hildebrand, 1938 - Rivulus nicoi Thomerson & Taphorn, 1992 - Rivulus nudiventris Costa & Brasil, 1991 - Rivulus obscurus Garman, 1895 - Rivulus ophiomimus Huber, 1992 - Rivulus ornatus Garman, 1895 - Rivulus pacificus Huber, 1992 | - Rivulus paracatuensis Costa, 2003 - Rivulus paresi Costa, 2007 - Rivulus parnaibensis Costa, 2003 - Rivulus peruanus (Regan, 1903) - Rivulus pictus Costa, 1989 - Rivulus pinima Costa, 1989 - Rivulus planaltinus Costa & Brasil, 2008 - Rivulus punctatus Boulenger, 1895 - Rivulus rectocaudatus Fels & de Rham, 1981 - Rivulus roloffi Roloff, 1938 - Hispaniolan rivulus - Rivulus romeri Costa, 2003 - Rivulus rossoi Costa, 2005 - Rivulus rubripunctatus Bussing, 1980 - Rivulus rubrolineatus Fels & de Rham, 1981 - Rivulus rutilicaudus Costa, 2005 - Rivulus santensis Köhler, 1906 - Rivulus sape Lasso-Alcalá, Taphorn, Lasso & León-Mata, 2006 - Rivulus scalaris Costa, 2005 - Rivulus siegfriedi Bussing, 1980 - Rivulus simplicis Costa, 2004 - Rivulus speciosus Fels & de Rham, 1981 - Rivulus stagnatus Eigenmann, 1909 - Rivulus strigatus Regan, 1912 - Herringbone rivulus - Rivulus taeniatus Fowler, 1945 - Rivulus tecminae Thomerson, Nico & Taphorn, 1992 - Rivulus tenuis (Meek, 1904) - Dogtooth rivulus - Rivulus tessellatus Huber, 1992 - Rivulus torrenticola Vermeulen & Isbrücker, 2000 - Rivulus uakti Costa, 2004 - Rivulus uatuman Costa, 2004 - Rivulus uroflammeus Bussing, 1980 - Rivulus urophthalmus Günther, 1866 - Rivulus villwocki Berkenkamp & Etzel, 1997 - Rivulus violaceus Costa, 1991 - Rivulus vittatus Costa, 1989 - Rivulus waimacui Eigenmann, 1909 - Rivulus wassmanni Berkenkamp & Etzel, 1999 - Rivulus weberi Huber, 1992 - Rivulus xanthonotus Ahl, 1926 - Rivulus xiphidius Huber, 1979 - Rivulus zygonectes Myers, 1927 |